# 日本プラスト
日本プラスト株式会社（にほんプラスト、英: Nihon Plast Co., Ltd. ）は、静岡県富士宮市に本社を置く自動車用安全部品、樹脂製品などを製造する企業である。

## 工場
- 富士工場（静岡県富士宮市）
- 伊勢崎工場（群馬県伊勢崎市）
- 九州工場（福岡県築上郡）

## 事務所
- 本社・テクニカルセンター（静岡県富士宮市）
- 第2テクニカルセンター（静岡県富士宮市）

## 沿革
- 1948年 - 事業目的を合成樹脂加工販売メーカとして、日本プラスト株式会社を設立。日産自動車株式会社吉原工場と取引を開始し、合成樹脂部品の納入を開始。
- 1950年 - 日産自動車株式会社から、ステアリングホイールを受注。同年9月から納入を開始。
- 1960年 - 吉原市（現・富士市）に工場・本社を移転。
- 1984年 - アメリカ合衆国オハイオ州にニートンオートプロダクツマニュファクチャリングインコーポレイテッドを全額出資により設立。
- 1990年 - ジャスダック市場に上場（2008年4月25日上場廃止）。
- 1998年 - 株式会社カンセイ（平成12年4月1日合併によりカルソニックカンセイ（株）に社名変更）と業務提携。
- 1999年 - 静岡県富士市にエヌピーサービス株式会社を設立。
- 2002年 - スズキ株式会社と取引を開始。
- 2004年 - 日本証券業協会への店頭登録を取消し、株式会社ジャスダック証券取引所に株式を上場。
- 2008年 - 東京証券取引所二部に上場。
- 2009年 - 富士宮市に本社を移転。
- 2013年 - 筆頭株主でその他の関係会社だった本田技研工業から、保有全株式を自己株式として取得。資本関係がなくなる。
- 2017年 - 東京証券取引所一部に指定替え